# Каценеленбоген, Николай Давидович
Николай Давидович Каценеленбоген (1 мая 1879, Поневеж — 1943) — русский и советский архитектор, гражданский инженер, один из учредителей Ленинградского общества архитекторов (1922).

## Биография
Окончил Институт гражданских инженеров императора Николая I в 1904 году.

## Проекты

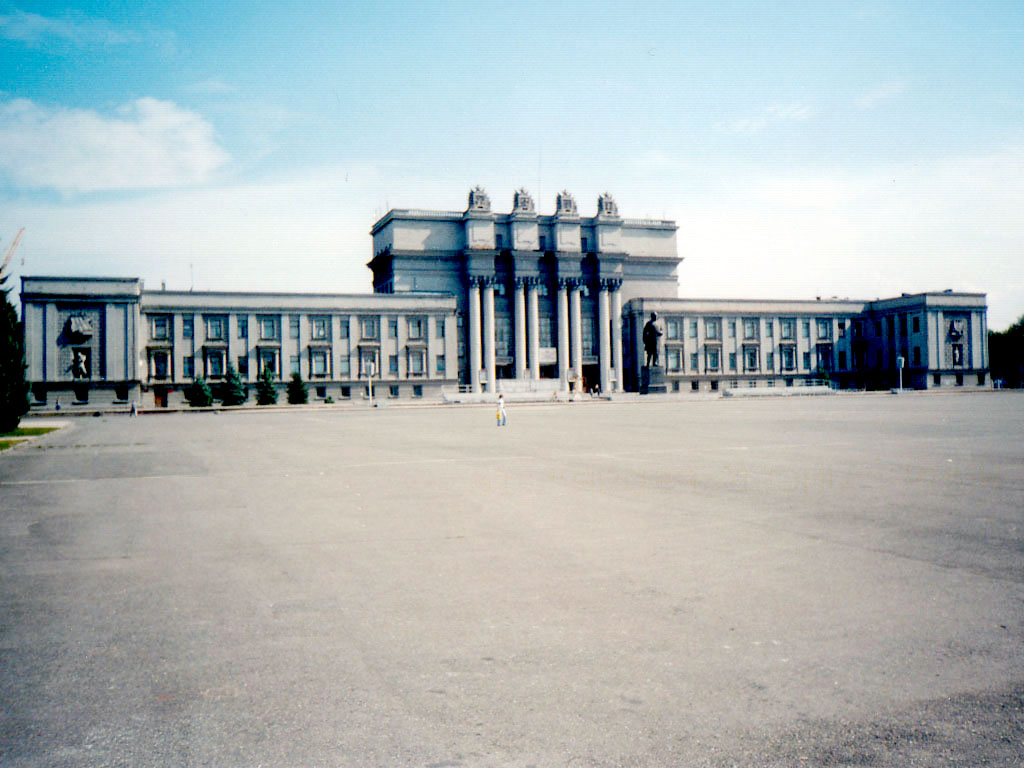
Театр оперы и балета в Самаре
Н. Троцкий, Н. Д. Каценеленбоген

- Малый проспект Петроградской стороны, д.№ 21 / Мончегорская улица, д.№ 8 — доходный дом. 1906.
- Малый проспект Петроградской стороны, д.№ 70 / Полозова улица, д.№ 18 — доходный дом. 1906.
- Митавский переулок, д.№ 3 — доходный дом И. И. Бойцова,  памятник архитектуры (вновь выявленный объект)[1]. 1906.
- Офицерский переулок, д.№ 4 — доходный дом. 1906.
- Кирилловская улица, д.№ 23 / улица Моисеенко, д.№ 27 — доходный дом. 1907.
- Можайская улица, д.№ 9 — доходный дом. Перестройка. 1907.
- Улица Жуковского, д.№ 31 — доходный дом С. М. Дейчмана,  памятник архитектуры (вновь выявленный объект)[1]. 1908.
- Большой проспект Васильевского острова, д.№ 97 / Гаванская улица, д.№ 2 — доходный дом Д. Ш. Каценеленбогена,  памятник архитектуры (вновь выявленный объект)[1]. 1908—1909.
- Опочинина улица, д.№ 5 — доходный дом. 1909.
- 13-я Красноармейская улица, д.№ 17  памятник архитектуры (вновь выявленный объект)[1]— доходный дом В. Л. и Н. Д. Каценеленбогенов. 1910.
- Рузовская улица, д.№ 9 памятник архитектуры (вновь выявленный объект)[1] — доходный дом Л. С. Перла. 1910.
- Мошков переулок, д.№ 6, левая часть — особняк М. В. Барятинской. Надстройка. 1912.
- Съезжинская улица, д.№ 29 / Татарский переулок, д.№ 9 — доходный дом М. С. Берковского.  памятник архитектуры (вновь выявленный объект)[1]. 1912—1913.
- Гражданская улица, д.№ 16 / Столярный переулок, д.№ 10[1] — доходный дом Н. И. Штерна. 1913.
- Можайская улица, д.№ 18 памятник архитектуры (вновь выявленный объект)[1] — доходный дом В. Л. и Н. Д. Каценеленбогенов. 1913.

### Проекты советского времени
ряд жилых домов, общественных и промышленных зданий в Ленинграде, Ленинградской и Новгородской областях и Самаре.

### Самара
- Театр оперы и балета в Самаре (площадь Куйбышева, 1), 1936—1938 — фасад в соавторстве с Ноем Троцким.
- Жилой дом для работников облисполкома (угол Вилоновской улицы и улицы Фрунзе), 1938 год.